# Tomoko Katō
Tomoko Katō (加藤智子, Katō Tomoko), née le 28 avril 1987 dans la préfecture d'Aichi, au Japon, est une chanteuse, idole japonaise du groupe de J-pop SKE48.